# Stoll Giroflex
Die Stoll Giroflex AG ist ein Schweizer Hersteller von Sitzmöbeln. Das Unternehmen mit Hauptsitz in Koblenz ist international vertreten mit Niederlassungen, Vertriebspartnern und Lizenznehmern. Zur Giroflex-Gruppe gehört zudem das Kunststoffwerk Espisa AG, Koblenz.

## Geschichte
Im Jahr 1872 gründete Albert Stoll I. in Koblenz eine Stuhlfabrik mit Fokus auf Bugholzstühle für Cafés, Hotels und Ladengeschäfte. Sein Sohn, Albert Stoll II., konzentrierte sich ab 1919 auf die Entwicklung und Herstellung von Bürostühlen. 1926 erfand er den weltweit patentierten «Federdreh», den ersten Drehstuhl mit einer Abfederung. Der 1948 eingeführte Markenname «Giroflex» (drehen und nachgeben) geht auf diese Erfindung zurück. Ab 1949 expandierte Giroflex ins Ausland. Nach Belgien und Brasilien folgten weitere Niederlassungen in Deutschland, Holland, Frankreich. 1992 brachte das Unternehmen mit giroflex 32/33 die erste, nahezu 100 Prozent recycelbare Stuhlserie auf den Markt. Die Produktionsstätte und das Zentrum für Forschung und Entwicklung befinden sich noch heute in Koblenz. Stoll Giroflex gilt als führender Schweizer Produzent von hochwertigen Bürostühlen. Das Unternehmen hatte 2016 einen Umsatz von 45,5 Millionen Franken. Giroflex wurde 2017 vom norwegischen Möbelhersteller Flokk übernommen.

## Produkte
Giroflex fertigt Drehstühle, Konferenzsessel, Besucherstühle, Hocker, Sitzgruppen und Spezialstühle für den Büro-, Industrie- und Wohnbedarf.

## Designer im Auftrag von Giroflex
- Paolo Fancelli
- Carmen und Urs Greutmann
- Walser Design